# Chedzoy
Chedzoy är en ort och civil parish i Storbritannien.   Den ligger i grevskapet Somerset och riksdelen England, i den södra delen av landet, 200 km väster om huvudstaden London. Chedzoy ligger 9 meter över havet och antalet invånare är 404.
Terrängen runt Chedzoy är platt. Runt Chedzoy är det ganska tätbefolkat, med 160 invånare per kvadratkilometer. Närmaste större samhälle är Taunton, 17,1 km sydväst om Chedzoy. Trakten runt Chedzoy består i huvudsak av gräsmarker.